# Amanda (película de 2018)
Amanda es una película francesa de drama dirigida por Mikhaël Hers y estrenada en 2018. Estuvo protagonizada por Vincent Lacoste, Isaure Multrier y Stacy Martin

## Sinopsis
David tiene veinte años y vive el presente. Se gana la vida con pequeños trabajos, y evita tomar decisiones que le comprometan. Es solitario y soñador. Un día se enamora de Lena, una vecina que acaba de llegar. El transcurso tranquilo de su vida estalla de pronto cuando su hermana mayor muere brutalmente en un atentado. David es la única persona que se puede hacer cargo de Amanda, su sobrina de siete años.

## Reparto
- Vincent Lacoste como David.
- Stacy Martin como Léna.
- Isaure Multrier como Amanda.
- Ophélia Kolb como Sandrine.
- Marianne Basler como Maud.
- Jonathan Cohen como Axel.
- Greta Scacchi como Alison.
- Bakary Sangaré como el director.
- Nabiha Akkari como Raja.
- Raphaël Thiéry como Moïse.
- Claire Tran como Lydia.
- Elli Medeiros como Eve.

## Reconocimiento
- Premios César
  - Mejor Actor a Vincent Lacoste - (nominado)
  - Mejor Música a Anton Sanko - (nominado)